# Canelli
Canelli (IPA: [kaˈnεlːi], Canèj in piemontese) è un comune italiano di 10 006 abitanti della provincia di Asti in Piemonte.
È il secondo centro più importante della provincia assieme a Nizza Monferrato dopo Asti, sia come realtà produttiva e culturale sia per numero di abitanti.
Il 22 giugno 2014 Canelli e l'Asti Spumante vengono proclamate patrimonio mondiale dell'umanità UNESCO, parte integrante del territorio del Paesaggio vitivinicolo del Piemonte: Langhe-Roero e Monferrato.

## Geografia fisica
Il comune di Canelli si trova in Piemonte, nel sud della provincia di Asti e nella regione storica dell'Astesana. È situato sul primo aprirsi della valle Belbo, su una modesta porzione di pianura e due grandi aree collinari (separate dall'asse del Belbo), che rappresentano l'una le ultime propaggini della collina astigiana di riva destra del Tanaro e l'altra le prime pendici della Langa vera e propria. Oltre il 70% del territorio comunale è sito in collina, con pendenza più morbida verso nord; più ripida e scoscesa, con frequenti rocche a spacco nella zona meridionale. L'altitudine massima è di 500 metri s.l.m. circa (frazione Merlini), la minima è di 150 metri s.l.m. circa (pianura lungo il torrente Belbo). Il corso d'acqua di maggior importanza è il Belbo che è caratterizzato da un regime torrentizio che nel passato ha generato frequenti inondazioni.
Canelli, inoltre, ha delle bellissime colline, recentemente annoverate come bene protetto dall'UNESCO.
 Il clima si presenta molto mite a differenza di altri paesi limitrofi, in primavera ma anche in inverno perché protetto dai freddi venti, dal paese di Cassinasco.
- Classificazione sismica: zona 4 (sismicità irrilevante), Ordinanza PCM n. 3274 del 20/03/2003, aggiornato al 16/01/2006.
- Classificazione climatica: E (i Gradi giorno della città sono 2.540, e il limite massimo consentito per l'accensione dei riscaldamenti è di 14 ore giornaliere, dal 15 ottobre al 15 aprile), Decreto D.P.R. n. 412 del 26 agosto 1993.[5]

## Storia

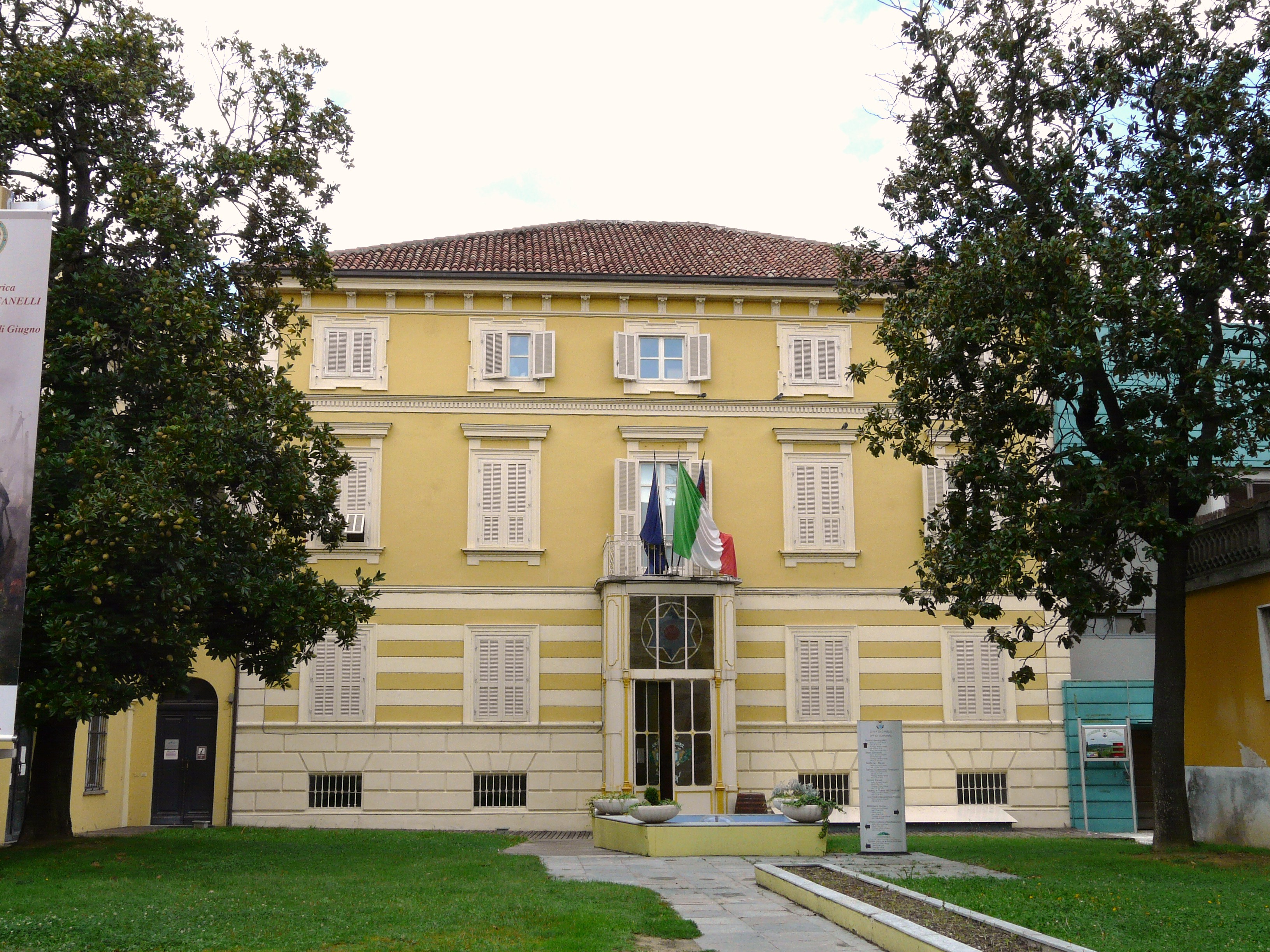
Il palazzo del municipio di Canelli

Il territorio di Canelli in epoca preistorica fu sede di numerosi insediamenti dei Liguri Statielli. In epoca romana si sviluppò un primo centro di una certa importanza, attorniato da numerosi fondi rustici dove già si coltivava la vite. A tal proposito sono emersi numerosi ritrovamenti di epoca romana tra cui quattro steli incise oggi collocate nel lapidarium istituito presso la chiesa di San Rocco.
Dopo un lungo periodo di decadenza dopo il crollo dell'Impero romano, Canelli rifiorì a partire dall'Alto Medioevo tanto che già nell'anno 961 viene definita con il nome di civitas. Verso la metà dell'XI secolo vi si installano i discendenti dei Conti di Acqui che ne assumono signoria e predicato. Ramificati in molte linee parentali, danno vita al Consortile di Canelli, comprendente anche numerosi comuni del circondario. Nel 1235 i signori del consortile si sottomettono alla Repubblica di Asti e Canelli, ininterrottamente sino ad oggi, seguirà le vicende storiche dell'Astesana. Le potenti famiglie astigiane degli Asinari e degli Scarampi ne terranno il feudo, questi ultimi elevandolo al titolo di marchesato.
Tra il XVI e il XVII secolo, Canelli, avamposto e baluardo contro il Monferrato fu teatro di innumerevoli episodi bellici tra cui il più noto ad essere ricordato è l'Assedio di Canelli del 1613. Benché già in passato fosse uno dei centri più popolosi ed importanti dell'Astesana, le sue definitive fortune iniziarono alla fine del XVIII secolo, quando si sviluppò l'industria enologica del Moscato d'Asti e dell'Asti Spumante, ancora oggi una delle principali risorse della città.
Negli anni della seconda guerra mondiale, tra il 1940 e il 1943, furono internati a Canelli ben 64 profughi ebrei (inclusi numerosi bambini), provenienti dai Balcani. Dopo l'8 settembre 1943, con l'occupazione tedesca, il gruppo (ridottosi nel frattempo a circa 50 persone in conseguenze di numerosi trasferimenti) si disperse. Alla fine quasi tutti gli internati riuscirono a salvarsi (alcuni trovando rifugio in Svizzera, altri rimanendo nascosti in zona, altri ancora dirigendosi verso Sud incontro all'esercito alleato).
Nella notte del 5 novembre 1994 la città venne investita da una forte alluvione causata dalla violentissima piena del torrente Belbo che la devastò per gran parte, mettendo in ginocchio l'economia cittadina e causando anche alcune vittime.

### Simboli
(D.P.R. del 19 marzo 2014)
Il gonfalone è un drappo di giallo con la bordatura di azzurro.

## Monumenti e luoghi d'interesse

### Architetture religiose

#### Chiesa parrocchiale di San Tommaso

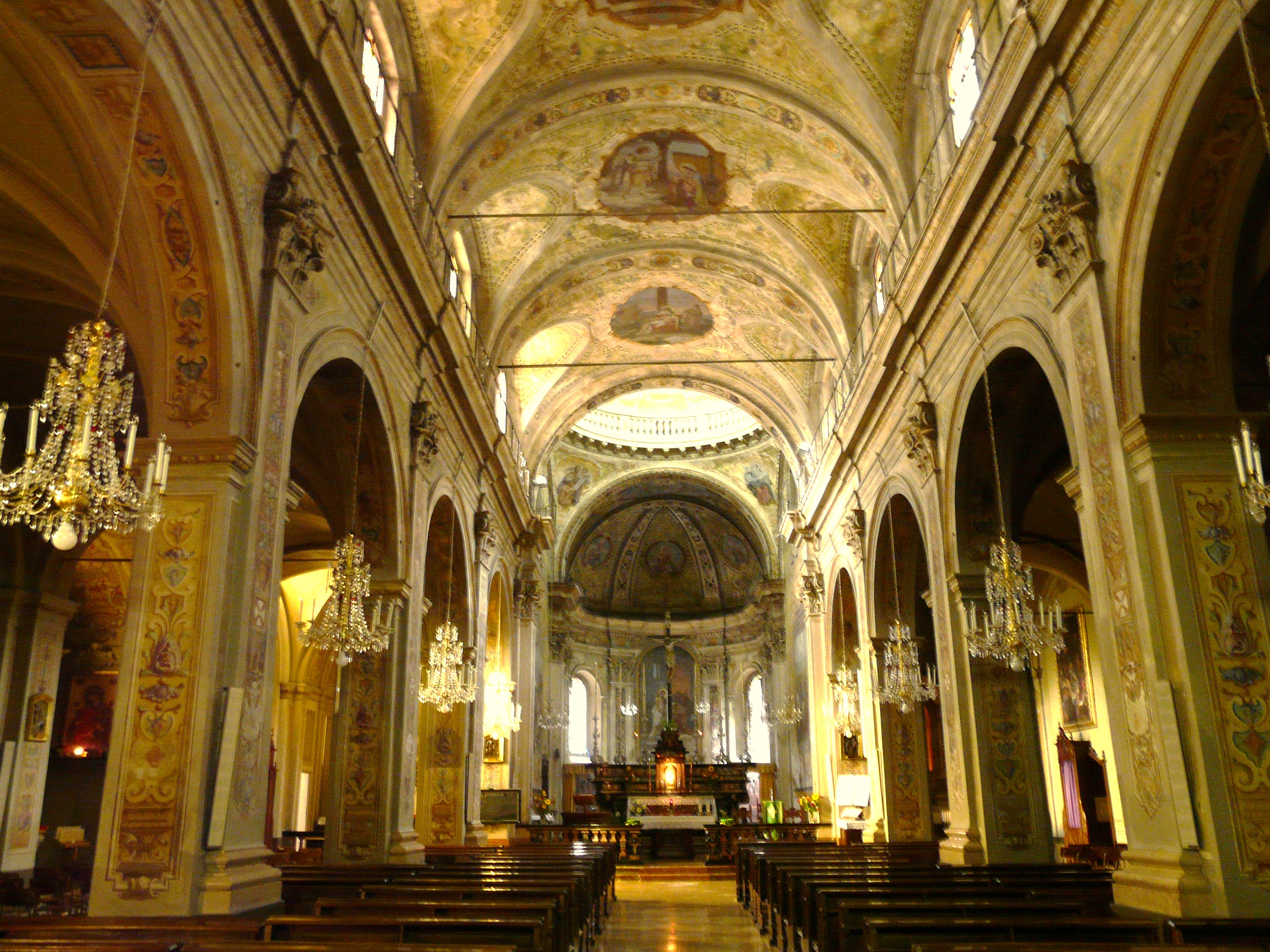
Navata centrale della chiesa di San Tommaso

Già documentata in atti pubblici del XII secolo, la chiesa attuale fu in gran parte ricostruita nel corso della seconda metà del XVII secolo, e ampliata alla fine dell'Ottocento con l'aggiunta del tiburio, del presbiterio e dell'abside. Conserva al suo interno interessanti arredi e tele dipinte d'epoca barocca.

#### Chiesa parrocchiale di San Leonardo

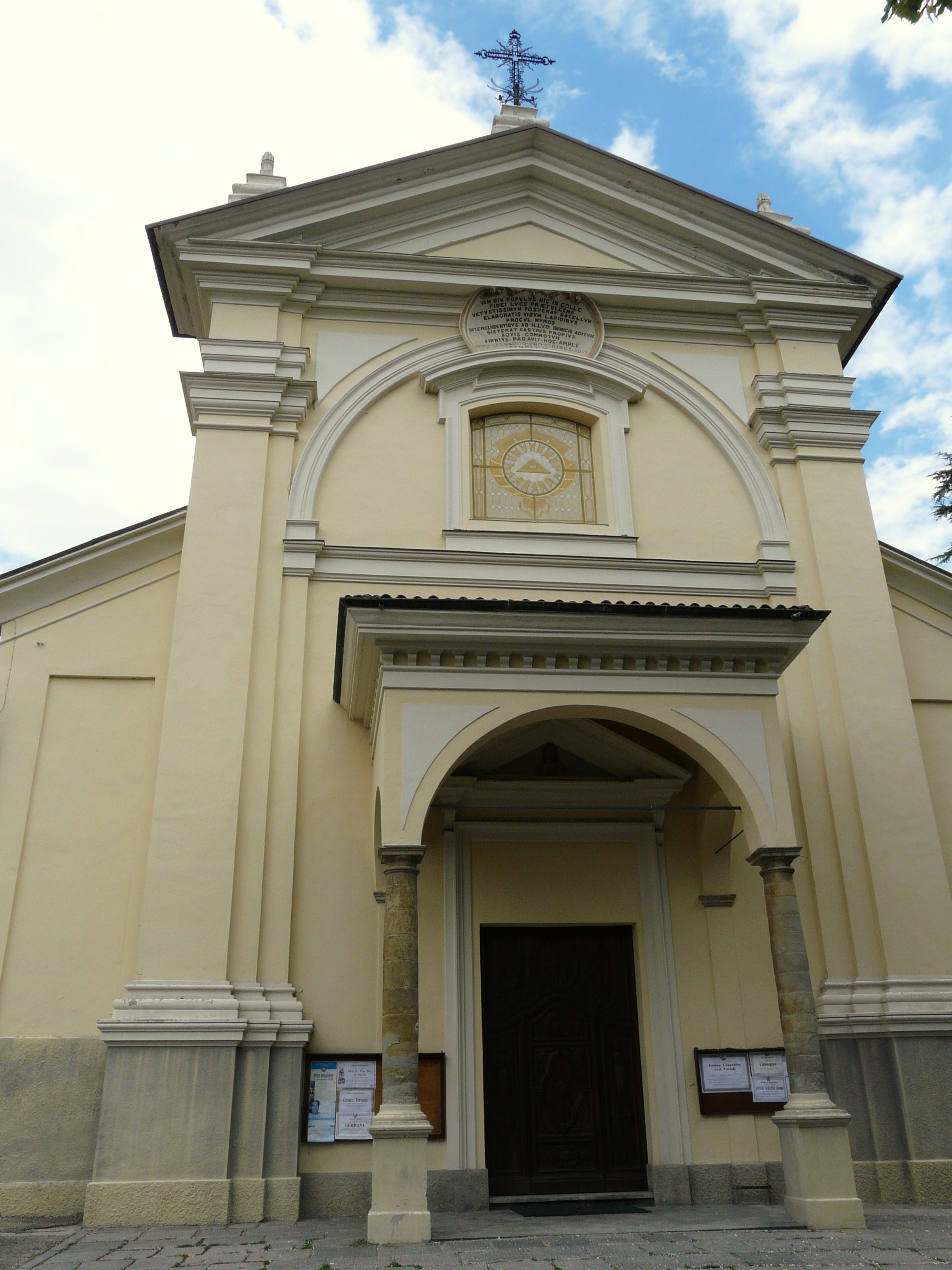
Facciata della chiesa di San Leonardo

Domina scenograficamente l'abitato dall'alto della collina di Villanuova. L'antichissima parrocchia di San Leonardo in epoca medievale era situata più a monte dell'attuale, ma gli eventi bellici del XVII secolo e una serie di frane che ne minarono la stabilità resero necessaria la sua riedificazione nel sito attuale. Fu iniziata nel 1682 ad opera del capomastro luganese Stefano Meloni; nel 1691 veniva ultimato il campanile, e nel 1694 la nuova chiesa era definitivamente aperta al culto.

#### Chiesa di San Rocco
L'attuale chiesa di San Rocco, interamente rivestita in pietra, risale nelle sue forme attuali al Settecento e si trova posta in posizione dominante, nei pressi del castello. L'edificio venne realizzato nel XVIII secolo quando, a seguito della demolizione delle mura cittadine, la confraternita dei disciplini di San Rocco diede il via alla costruzione di questo cantiere per l'erezione di un edificio religioso in loco, dopo il trasferimento della chiesa di San Leonardo nella sua attuale posizione. I lavori iniziarono nel 1727 e terminarono nel 1740 quando l'altare venne consacrato.
La chiesa si presenta con caratteri tipicamente di stile con una nicchia nell'area sovrastante della facciata ed un timpano curvo che dà slancio verticale all'intera struttura. Sulla parte a sinistra venne aggiunto nel 1765 un piccolo portico dove ha sede anche una piccola scala di pietra che un tempo univa il piano terra della chiesa al suo organo.

#### Chiesa dell'Annunziata
La ricca confraternita canellese dell'Annunziata iniziò nel XVIII secolo un nuovo oratorio per i propri offici che venne terminato nel 1731. Il sito prescelto ospitava già in precedenza un oratorio quattrocentesco della stessa confraternita che venne in parte demolito ed in parte inglobato nella struttura. La chiesa è anche conosciuta come "Addolorata" per la presenza di una statua di Maria addolorata. Ora è sede della parrocchia ortodossa rumena di S. Andrea Apostolo ed è stata modificata con l'aggiunta di un'iconostasi proprio per questo uso.

#### Chiesa di San Giovanni Decollato
Costruita all'inizio del Settecento ed in origine sede della confraternita dei Battuti Neri, la struttura della chiesa è stata pesantemente rimodernata negli anni '50 del Novecento quanto se ne decise la sconsacrazione: la facciata, un tempo riccamente decorata, è stata tra gli altri privata del timpano superiore e del campanile di cui oggi rimane solo la base.
L'edificio, adibito dapprima a cineteatro parrocchiale e poi a ritrovo per gli anziani, venne modificato anche all'interno dove il soffitto venne ribassato rispetto all'originale tramite la realizzazione di una soletta in legno. La struttura, ancora oggi di proprietà parrocchiale, è stata sede della banda locale.

#### Istituto e Chiesa del Sacro Cuore
La costruzione di questo edificio ebbe inizio nel 1903 grazie ad un lascito del sacerdote canellese Francesco Sacchero, grazie all'interessamento di mons. Giuseppe Marello, con l'intento di creare un'opera a scopo benefico per la cittadinanza. La struttura venne requisita nel corso della prima guerra mondiale quando venne utilizzata per scopi militari, tornando poi ad essere un centro di distribuzione di carità per i poveri locali. L'istituto, sempre in costruzione, costruì nel 1932 la cappella dedicata al Sacro Cuore (ma conosciuta più localmente col nome di Santa Chiara dal nome del convento preesistente all'interno del quale la struttura venne eretta). La struttura venne terminata ufficialmente nel 1935.
Con la fine della seconda guerra mondiale, l'istituto ospitò uno studentato teologico e scuola preparatoria che ivi rimase sino al 1960.

### Architetture civili

#### Castello
Il Castello di Canelli o Castello Gancia fu edificato nell'XI secolo per difendere le strade che dalla città conducevano ai porti di Savona e Vado Ligure. Il castello fu poi distrutto nel 1617 durante la guerra contro il Monferrato. Ricostruito e ristrutturato nel 1930 dall'architetto Arturo Midana come un'elegante villa, è attualmente proprietà della famiglia Vallarino Gancia.

#### Cantine sotterranee

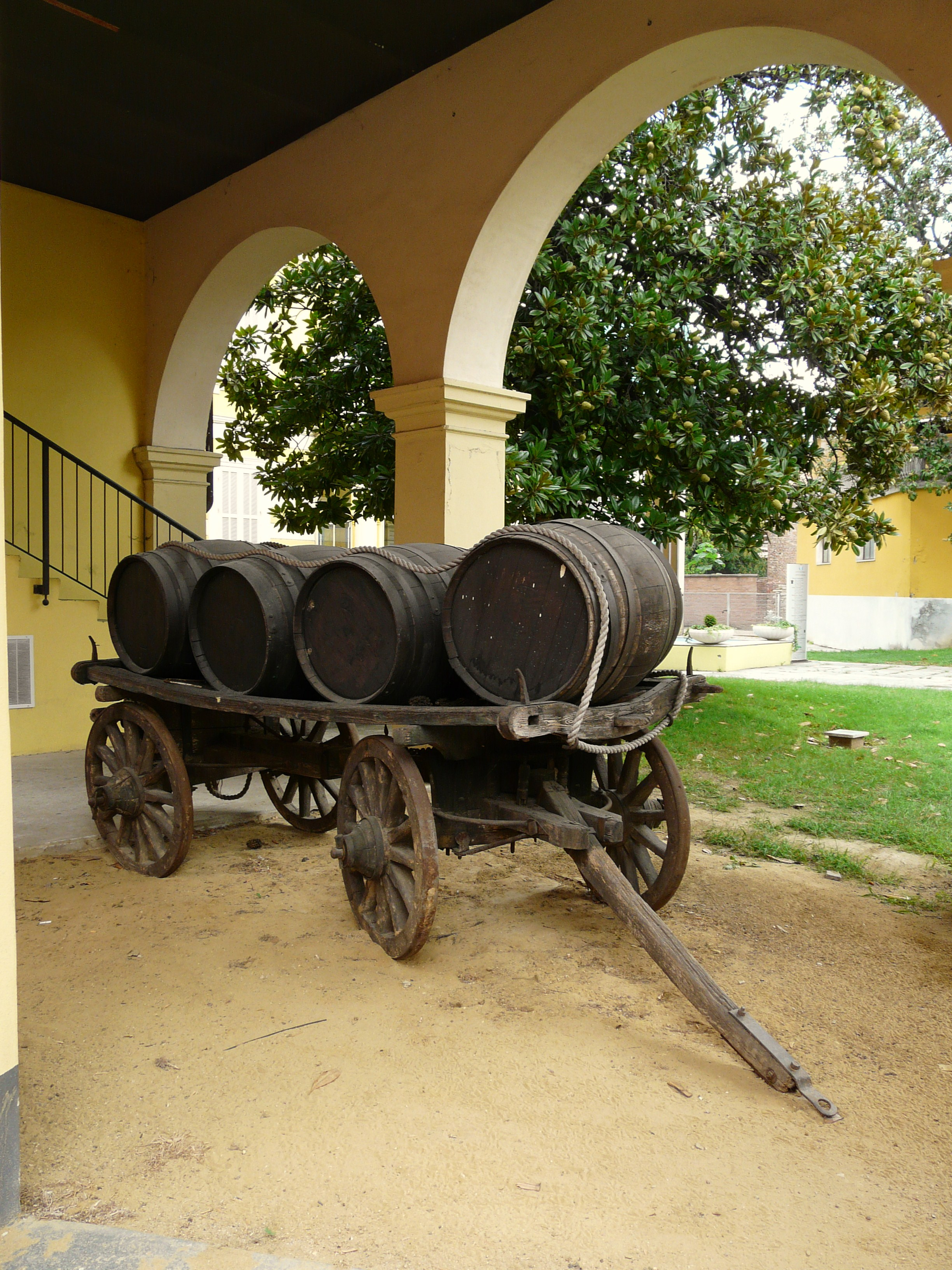
Antico carro per il trasporto delle merci

Canelli è famosa pure per le cantine sotterranee di invecchiamento dello spumante.
Si tratta di vere e proprie cattedrali sotterranee, che si diramano sotto la città, capolavori d'ingegneria e di architettura enologica, dove milioni di bottiglie lasciate a fermentare alla temperatura costante di 12-14 gradi assumono gli aromi e i sapori tipici dello spumante e del vino Canellese. Purtroppo la città si confronta spesso con una natura inclemente, ad esempio quella legata alle frequenti esondazioni del torrente Belbo; disastrosa è risultata l'alluvione del 1994, quando il fango e l'acqua invasero le cantine, causando la perdita di gran parte dello spumante in fermentazione, con danni per milioni di euro.
Per fortuna l'ingegno e la volontà dei canellesi permise sempre di uscire a testa alta da queste gravi emergenze, forse anche in forza della diversificazione del bacino industriale locale che da alcuni decenni si dedica, in alternativa al vino, anche all'eno-meccanica, cioè a quell'insieme di prodotti quali autoclavi, capsulatrici, sciacquatrici, riempitrici, sistemi di tappatura e chiusura, gabbiettatrici, etichettatrici, incartonatrici, palletizzatori, depalletizzatori che vengono esportati nell'intera Europa, nelle Americhe, Russia, Cina, Nuovo Mondo e Africa.

## Società

### Evoluzione demografica
Abitanti censiti

### Etnie e minoranze straniere
Secondo i dati ISTAT al 31 dicembre 2010 la popolazione straniera residente era di 1 742 persone. Le nazionalità maggiormente rappresentate in base alla loro percentuale sul totale della popolazione residente erano:
- Repubblica della Macedonia del nord 934 8,67%
- Romania 272 2,50%
- Marocco 138 1,27%
- Bulgaria 124 1,10%

## Cultura

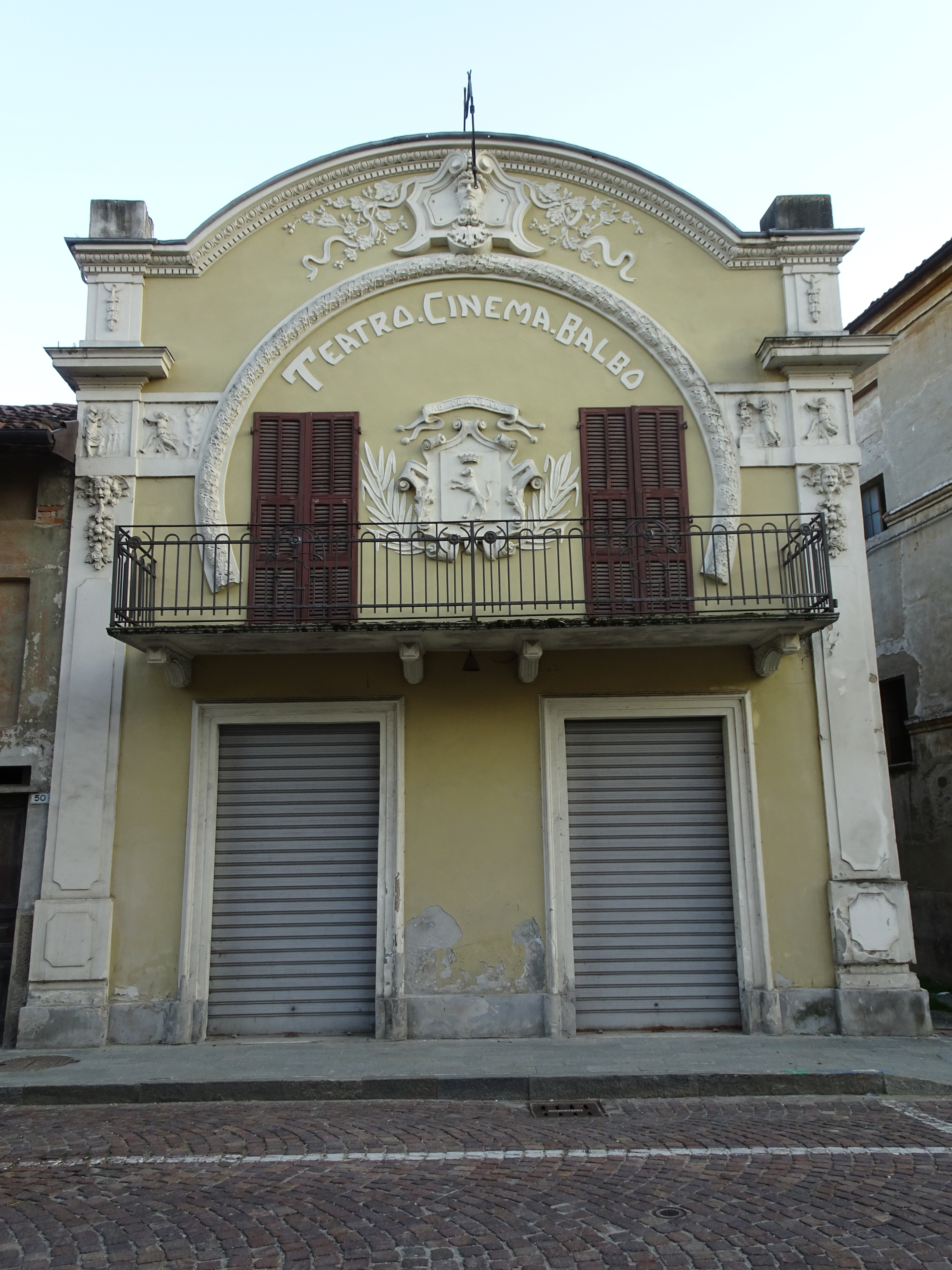
Teatro-cinema Balbo

### Eventi
- Assedio di Canelli: viene ricostruito l'assedio a cui fu sottoposta la città nel 1613 a opera delle truppe di Carlo Gonzaga, Duca di Névers
- Fiera di San Martino e Fiera regionale del tartufo.
- Cattedrali sotterranee
- Canelli è uno dei Comuni partecipanti al Palio di Asti, e ha riportato una vittoria nell'anno 1974, con il fantino Mauro Finotto detto Jora, sul cavallo Anin / Spumantino.
- Canelli ha partecipato a Giochi senza frontiere il 18 agosto 1971.

## Geografia antropica

### Frazioni
Le principali frazioni di Canelli sono:
- Aie
- Braglia
- Cantonice
- Castagnole
- Castellero
- Ceirole
- Fello
- Fontanazzo
- Marmo
- Merlini
- Sant'Antonio
- Serra Masio
- Stella

## Economia

### Vinicoltura
L'economia di Canelli si basa sulla lavorazione di spumante e moscato e dell'importante comparto eno-meccanico riconosciuto un'eccellenza a livello mondiale. La città è conosciuta all'estero per tutto l'indotto dei vini, e dell'enologia, essendo una delle capitali del vino mondiali. Il comune è sede di molte storiche aziende vinicole, come Gancia, Bosca, Tosti-Giovanni Bosca, Bocchino, Contratto, Coppo e molte altre. La Tosti-Giovanni Bosca, la Coppo, la Gancia, la Bocchino e la Bosca sono ancora a conduzione famigliare.

I principali vitigni coltivati sul territorio comunale sono:
- Moscato
- Barbera
- Dolcetto
- Cortese
- Chardonnay

I principali vini prodotti sono:
- Asti (o Asti Spumante)
- Moscato d'Asti
- Barbera d'Asti
- Dolcetto d’Asti
- Cortese dell'Alto Monferrato
- Freisa d'Asti

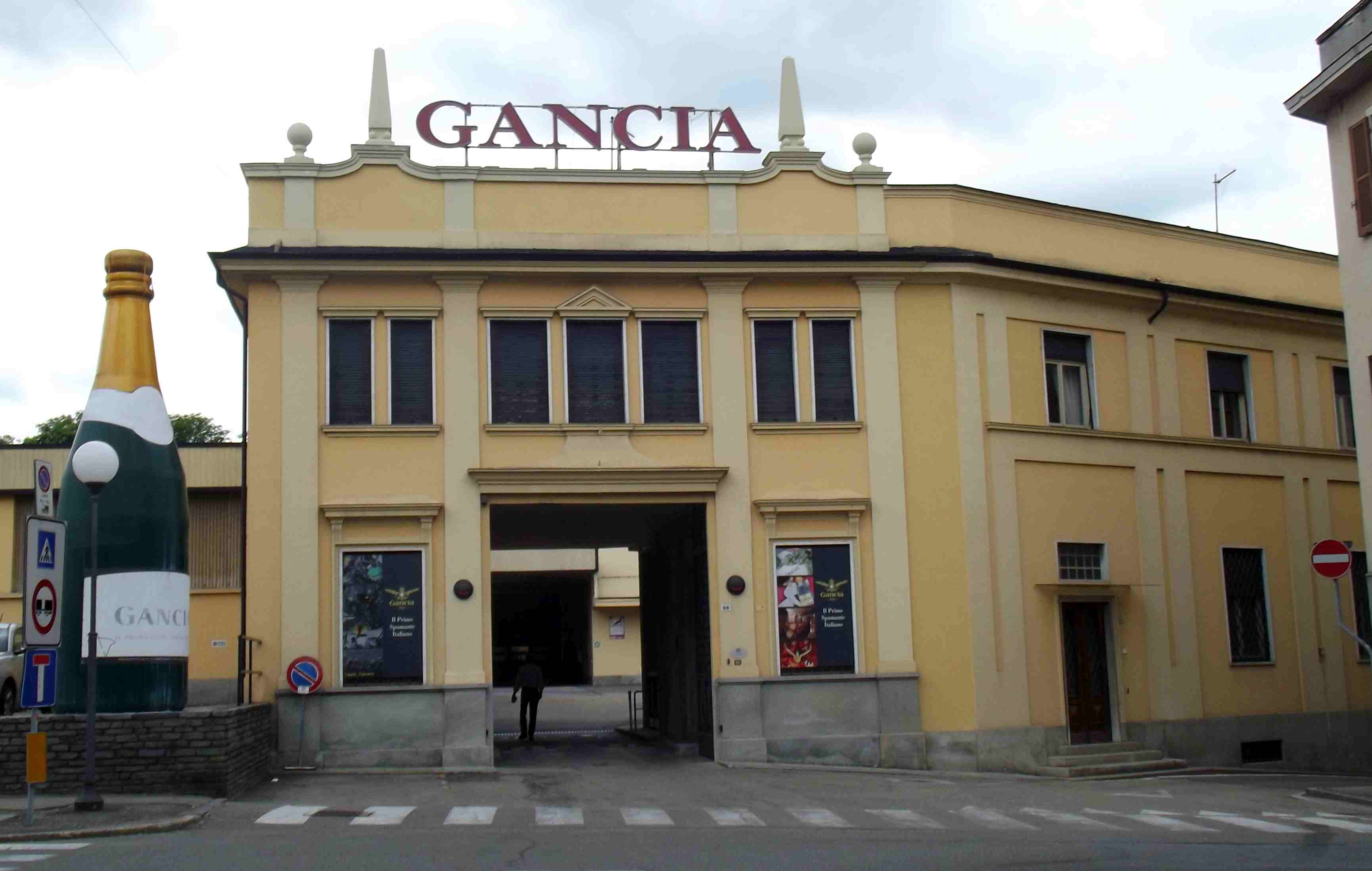
Stabilimento Gancia

Una così rilevante presenza di aziende vinicole ha favorito anche la nascita, dagli anni novanta, di molte aziende per la produzione di macchine enologiche.

### Turismo
Canelli ha ricevuto la Bandiera Arancione, il certificato di eccellenza turistico-ambientale del Touring Club Italiano.

## Infrastrutture e trasporti
A Canelli è presente la stazione ferroviaria lungo la linea Alessandria-Cavallermaggiore, in uso attualmente solo per i treni turistici. Vi sono inoltre varie fermate urbane ed extraurbane di autobus della compagnia Gelosobus, con sede proprio nella cittadina.

## Amministrazione
Di seguito è presentata una tabella relativa alle amministrazioni che si sono succedute in questo comune.
| Periodo        | Periodo        | Primo cittadino    | Partito              | Carica  | Note   |
| -------------- | -------------- | ------------------ | -------------------- | ------- | ------ |
| 5 luglio 1985  | 10 giugno 1990 | Renato Branda      | Democrazia Cristiana | Sindaco | [ 12 ] |
| 10 giugno 1990 | 16 giugno 1994 | Roberto Marmo      | Democrazia Cristiana | Sindaco | [ 12 ] |
| 27 giugno 1994 | 24 aprile 1995 | Oscar Bielli       | Centro-destra        | Sindaco | [ 13 ] |
| 24 aprile 1995 | 14 giugno 1999 | Oscar Bielli       | Forza Italia         | Sindaco | [ 12 ] |
| 14 giugno 1999 | 14 giugno 2004 | Oscar Bielli       | Forza Italia         | Sindaco | [ 12 ] |
| 14 giugno 2004 | 8 giugno 2009  | Piergiuseppe Dus   | Centro-destra        | Sindaco | [ 13 ] |
| 8 giugno 2009  | 27 maggio 2014 | Marco Gabusi       | Centro-destra        | Sindaco | [ 14 ] |
| 27 maggio 2014 | 27 maggio 2019 | Marco Gabusi       | Forza Italia         | Sindaco | [ 14 ] |
| 27 maggio 2019 | 11 giugno 2024 | Paolo Lanzavecchia | Centro-destra        | Sindaco | [ 15 ] |
| 11 giugno 2024 | in carica      | Roberta Giovine    | Lista civica         | Sindaco | [ 16 ] |

### Gemellaggi
- Ganzhou
- Menfi
- Piazza Armerina
- Mezőtúr

## Sport

### Calcio
- Associazione Sportiva Canelli, che attualmente milita nel campionato di Promozione

### Ciclismo
A.S.D. PEDALE CANELLESE, Scuola di ciclismo affiliata CONi e Federazione Ciclistica Italiana

### Automobilismo
- Rally Colli del Monferrato e del Moscato